# スウェーデンサッカー選手権1899
スヴェンスカ・メスタシュコーペット・イ・フットボール 1899 は、第4回目のスウェーデンサッカー選手権である。オルグリーテISが4回目の優勝を決めた。

## 決勝
| オルグリーテIS | 4–0 | ヨーテボリスFF |
| -------------- | --- | -------------- |
|                |     |                |